# Bennett (Iowa)
Bennett – miasto w Stanach Zjednoczonych, w stanie Iowa, w hrabstwie Cedar.

## Demografia
W 2000 liczyło 395 mieszkańców. W 2023 liczba mieszkańców spadła do 335 osób, a gęstość zaludnienia do 670 osób/km².